# Bodianus neilli
 Bodianus neilli és una espècie de peix de la família dels làbrids i de l'ordre dels perciformes.

## Morfologia
Els mascles poden assolir els 20 cm de longitud total.

## Distribució geogràfica
Es troba des de les Maldives, Índia i Sri Lanka fins a la costa oest de Tailàndia.